# Proračunska tabela
Proračunska tabela je interaktivna računarska aplikacija za organizaciju, analizu i čuvanje podataka u tabularnom formatu. Proračunske tabele su razvijene kao kompjuterizovani analogni listovi računovodstva na papiru. Program deluje na podacima unesenim u ćelijama tabele. Svaka ćelija može sadržati numeričke ili tekstualne podatke, ili rezultate formula koji se automatski izračunavaju i prikazuju vrednost na osnovu sadržaja drugih ćelija. Tabela se takođe može odnositi na jedan takav elektronski dokument.
Korisnici proračunske tabele mogu prilagoditi bilo koju unetu vrednost i posmatrati efekte na izračunate vrednosti. To čini tabelu korisnom za analizu tipa „šta ako”, jer se mnogi slučajevi mogu brzo istražiti bez ručnog preračunavanja. Moderni softver za proračunske tabele može imati više interaktivnih listova i može prikazati podatke u obliku teksta i brojeva, ili u grafičkom obliku.
Pored izvršavanja osnovnih aritmetičkih i matematičkih funkcija, savremene tabele pružaju i ugrađene funkcije za uobičajene finansijske i statističke operacije. Takvi proračuni kao neto sadašnja vrednost ili standardna devijacija mogu se primeniti na tabelarne podatke sa unapred programiranom funkcijom u formuli. Programi za proračunske tabele takođe sadrže uslovne izraze, funkcije za pretvaranje između teksta i brojeva, i funkcije koje rade na nizovima teksta.
Proračunske tabele su zamenile sisteme na papiru u celom poslovnom svetu. Iako su prvo razvijene za računovodstvene ili knjigovodstvene zadatke, one se sada široko koriste u bilo kojem kontekstu gde se tabelarne liste formiraju, sortiraju i dele.
LANPAR, dostupan 1969. godine, bio je prva elektronska proračunska tabela na mejnfrejmu i računaru sa raspodeljenim vremenom. LANPAR je bio akronim, izveden iz engl. LANguage for Programming Arrays at Random, sa značenjem jezik za randomno programiranje nizova. VisiCalc je bila prva elektronska proračunska tabela na mikroračunaru, i pomogla je pretvaranje Epl II računara u popularan i široko korišćen sistem. Lotus 1-2-3 je bio vodeća proračunska tabela kada je DOS bio dominantan operativni sistem. Eksel sada ima najveći tržišni udeo na Vindous i Mekintoš platformama. Program proračunskih tabela je standardna karakteristika paketa za produktivnost u kancelariji; od pojave veb-aplikacija, kancelarijski paketi sada postoje i u tom obliku. Veb bazirane proračunske tabele su relativno nova kategorija.

## Nedostaci
Iako su proračunske tabele predstavljale veliki korak napred u kvantitativnom modelovanju, one imaju nedostatke. Njihovi nedostaci uključuju spoznajnu neprirodnost alfa-numeričkih adresa ćelija.
- Istraživanje agencije ClusterSeven pokazalo je velike razlike u načinu na koji finansijske institucije i korporativni subjekti razumeju, upravljaju i nadgledaju svoje često ogromne posede proračunskih tabela i nestrukturiranih finansijskih podataka (uključujući datoteke u CSV formatu i Majkrosoft akses baze podataka). Jedna studija sa početka 2011. godine na gotovo 1500 ljudi u Velikoj Britaniji otkrila je da 57% korisnika proračunskih tabela nikada nije prošlo formalnu obuku o paketu proračunskih tabela koji koriste. 72% je reklo da nijedno interno odeljenje ne proverava tabele u pogledu tačnosti. Samo 13% je reklo da unutrašnja revizija pregleda njihove tabele, dok samo 1% biva kontrolisano putem odeljenja za procenu rizik.[15]
- Proračunske tabele imaju značajne probleme sa pouzdanošću. Istraživačke studije procenjuju da otprilike 94% tabela primenjenih u praksi sadrže greške, a 5,2% ćelija u nerevidiranim tabelama sadrže greške.[16]

Uprkos visokim rizicima od grešaka koji su često povezani sa autorstvom i upotrebom proračunskih tabela, mogu se preduzeti specifični koraci za značajno unapređenje kontrole i pouzdanosti strukturnim smanjenjem verovatnoće pojave grešaka na njihovom izvoru.
- Praktična ekspresivnost proračunskih tabela može biti ograničena ako se ne koriste njihove moderne karakteristike. Nekoliko faktora doprinosi ovom ograničenju. Implementacija složenog modela po principu jedna-po-jedna ćelija, zahteva tegobno posvećivanje pažnje detaljima. Autori imaju poteškoće u pamćenju značenja stotina ili hiljada adresa ćelija koje se pojavljuju u formulama.

Ovi nedostaci ublažavaju se upotrebom imenovanih promenljivih za označavanje ćelija i korišćenjem promenljivih u formulama umesto lokacija ćelija i manipulacija pojedinačnim ćelijama. Grafikoni se mogu koristiti za trenutno prikazivanje kako se rezultati menjaju promenama vrednosti parametara. Zapravo, proračunska tabela se može učiniti nevidljivom, osim transparentnog korisničkog interfejsa koji od korisnika zahteva odgovarajući unos, prikazuje rezultate koje korisnik traži, kreira izveštaje i ima ugrađene zamke za greške radi brzog postavljanja ispravnog unosa.
- Slično tome, formule izražene u smislu ćelijskih adresa teško je ispraviti i teško ih je revidirati. Istraživanja pokazuju da revizori proračunskih tabela koji proveravaju numeričke rezultate i formule ćelija ne pronalaze više grešaka od revizora koji proveravaju samo numeričke rezultate.[16] To je još jedan razlog za upotrebu imenovanih varijabli i formula koje koriste imenovane promenljive.

Konkretno, proračunske tabele obično sadrže mnogo kopija iste formule. Kada je formula modifikovana, korisnik mora da promeni svaku ćeliju koja sadrži tu formulu. Suprotno tome, većina računarskih jezika dopušta da se formula samo jednom pojavi u kodu i ostvaruju ponavljanje pomoću petlje: što ih čini mnogo lakšim za implementaciju i reviziju.
- Promena dimenzije zahteva veliku izmenu. Kada se redovi (ili kolone) dodaju ili izbrišu iz tabele, potrebno je prilagoditi veličinu mnogih nizvodnih tabela koje zavise od promenjne tabele. U tom je postupku često potrebno pomicati ostale ćelije kako bi se napravilo mjesta za nove kolone ili redove, i da se prilagode podataka grafikona izvorima. U velikim proračunskim tabelama ovo može biti veoma dugotrajno.[19][20]
- Dodavanje ili uklanjanje dimenzije je toliko teško, da je generalno neophodno započeti ispočetka. Proračunska tabela kao paradigma zaista prisiljava korisnika da odluči o dimenzionalnosti odmah na početku stvaranja svoje tabele, iako je često najprirodnije donositi ove odluke nakon što model proračunske tabele sazri. Želja za dodavanjem i uklanjanjem dimenzija takođe se javlja u parametrijskim i analizama senzitivnosti.[19][20]
- Saradnja u pisanju formula proračunskih tabela može biti teška kada se takva saradnja odvija na nivou ćelija i adresa ćelija.

Ostali problemi povezani sa proračunskim tabelama uključuju:
- Neki izvori zagovaraju upotrebu specijalizovanog softvera umesto proračunskih tabela za neke aplikacije (određivanje budžeta, statistika)[23][24][25]
- Mnogi softverski proizvodi proračunskih tabela, kao što je Majkrosoft eksel[26] (verzije do 2007) i OpenOffice.org Calc[27] (verzije do 2008), imaju ograničenje kapaciteta od 65.536 redova na 256 kolona (216 i 28 respektivno). Ovo može da predstavlja problem korisnicima koji koriste veoma velike setove podataka i može rezultirati gubitkom podataka.
- Nedostatak revizije i revizione kontrole. To otežava utvrđivanje ko je šta promenio i kada. Ovo može da prouzrokuje probleme sa poštovanjem propisa. Nedostatak revizijske kontrole uveliko povećava rizik od grešaka zbog nemogućnosti praćenja, izolovanja i ispitivanja promena izvršenih u dokumentu.
- Nedostatak bezbednosti. Proračunskim tabelama nedostaje kontrola u smislu ko može videti i menjati određene podatke. Ovo, u kombinaciji sa nedostatkom revizije, može nekom da olakša počinjavanje prevara.[28]
- Pošto su labavo struktuirane, lako se može desiti da neko unese grešku, slučajno ili namerno, unosom informacija na pogrešnom mestu ili neispravnim izražavanjem zavisnosti među ćelijama (kao što je formula).[19][29][30]
- Rezultati formule (primer „=A1*B1“) odnose se samo na jednu ćeliju (to jest ćeliju u kojoj se formula zapravo nalazi - u ovom slučaju možda C1), iako ona može „izvaditi” podatke iz mnogih drugih ćelije, ili pak trenutnog datuma i vremena. To znači da bi se izvršila slična operacija na nizu ćelija, gotovo identična formula (koja ostaje u sopstvenoj „izlaznoj” ćeliji) mora se ponoviti za svaki red „ulazne” matrice. Ovo se razlikuje od „formule” u konvencionalnom računarskom programu, koji obično čini jedno izračunavanje koje se primenjuje na sve unose. Sa sadašnjim proračunskim tabelama, ovo prisilno ponavljanje skoro identičnih formula može imati štetne posledice sa stanovišta osiguranja kvaliteta i često je uzrok mnogih grešaka u proračunskim tabelama. Neke proračunske tabele imaju formule primenljive na nizove da bi se ublažio ovoj problem.
- Pokušaj upravljanja ogromnim količinama proračunskih tabela koje mogu postojati u organizaciji bez odgovarajućih bezbednosnih mera, vođenja evidencije o revizijama, nenamerno unošenje grešaka i druge gore navedene stavke mogu postati izražene i veloj meri.

Iako postoje ugrađeni i zasebni alati za desktop aplikacije kojima se mogu adresirati neki od ovih nedostataka, svest o njima i nivo njihove primene uglavnom su niski. Dobar primer za to je da 55% profesionalaca na tržištu kapitala „ne zna” kako se revidiraju njihove tabele; samo 6% ulaže u nezavisna rešenja.

## Spoljašnje veze
- Proračunska tabela на веб-сајту  (језик: енглески)